# Скасування феодалізму у Франції

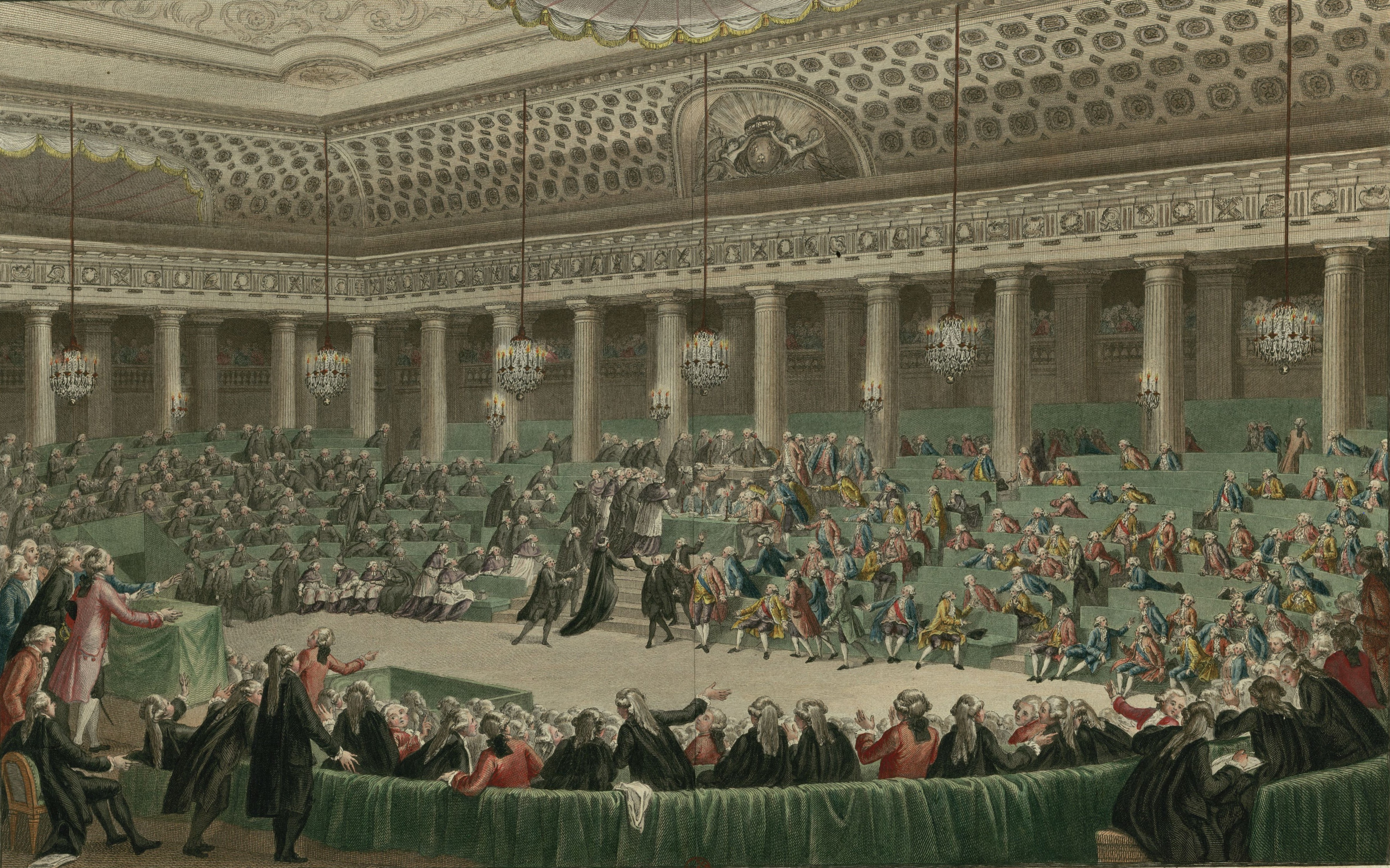
Зустріч у ніч на 4 серпня 1789 року Шарль Моне (Музей французької революції).

Однією з центральних подій Французької революції стало скасування феодалізму та старих правил, податків і привілеїв, які залишилися від старого режиму. Національні Установчі збори після обговорення в ніч на 4 серпня 1789 року оголосили: «Національні збори повністю скасовують феодальну систему». Вони скасували як сеньйоріальні права другого стану (дворянства), так і десятину, зібрану першим станом (католицьким духовенством). Стара судова система, заснована на 13 регіональних парламентах, була призупинена в листопаді 1789 року та остаточно скасована в 1790 році.

## Передісторія
Падіння Бастилії 14 липня 1789 року супроводжувалося масовими заворушеннями, які прокотилися від Парижа до сільської місцевості. Було скоєно велику кількість нападів на дворянство, а багато аристократичних маєтків було спалено. Абатства та замки також зазнали нападів, деякі були зруйновані. Період «Великого страху» — «La Grande Peur» — характеризувався соціальною істерією та тривогою щодо того, хто стане наступною жертвою. У багатьох випадках насильство розпочинали не бездомні чи голодні селяни, а осілі сільські жителі, які намагалися скористатися цією можливістю для просування власної справи.
«Великий страх» виявив вразливість французького уряду. Тривалі заворушення та різанина призвели до загального занепокоєння, що ситуація може вийти з-під контролю, і це сталося. Це був досвід, якого країна ніколи раніше не знала. До кінця липня 1789 року, коли з усіх куточків країни до Парижа надходили повідомлення про селянські повстання, Національні Установчі збори вирішили реформувати соціальний устрій країни, щоб заспокоїти обурених селян і заохотити їх до миру та злагоди.

## Дебати
4 серпня герцог Егійонський запропонував у Бретонському клубі скасувати феодальні права та особисте кріпацтво. Увечері 4 серпня віконт де Ноай запропонував скасувати привілеї дворянства, щоб відновити спокій у французьких провінціях. Члени першого стану спочатку неохоче долучалися до патріотичного запалу, але зрештою Анн Луї Анрі де Ла Фар (єпископ Нансі) та єпископ Шартрський пожертвували своїми титулами. Гі Ле Ґен де Керангаль, віконт Богарне, Жан-Батист-Жозеф де Люберсак і де Ла Фар запропонували скасувати баналітети, сеньйоріальні юрисдикції, ігрові закони та церковні привілеї.
Дискусія тривала до ночі 4 серпня, а вранці 5 серпня Асамблея скасувала феодальну систему та багато прав і привілеїв духовенства та дворянства.

## Серпневі укази

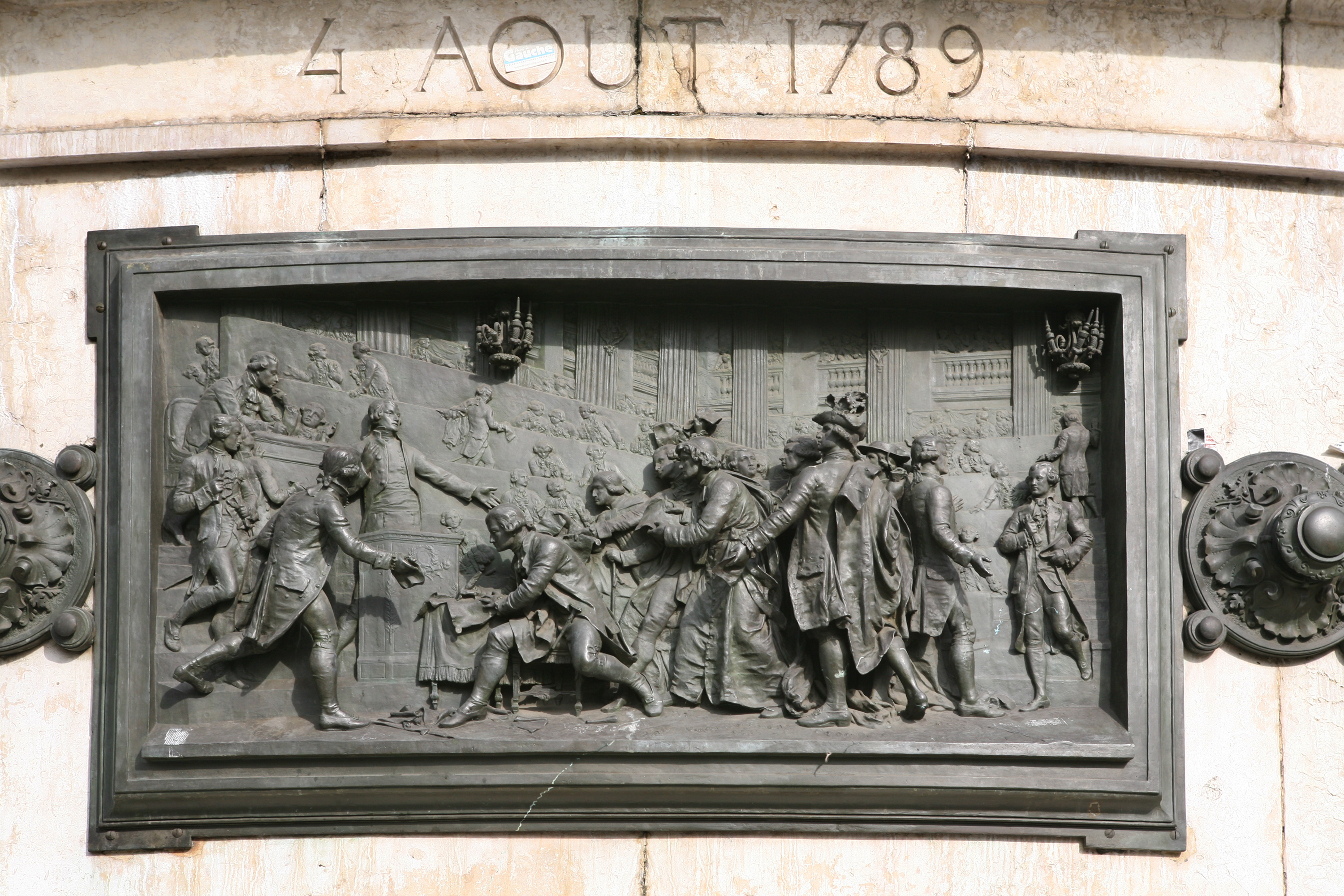
Підписання серпневих декретів — події Революції на барельєфі, площа Республіки

Серпневі декрети складалися з 19 декретів, виданих з 4 по 11 серпня. Було прийнято 18 декретів або статей щодо скасування феодалізму, інших привілеїв дворянства та сеньйоріальних прав.
Стаття 1 — Збори оголосили феодальну систему скасованою. У межах «існуючих прав і зборів, як феодальних, так і цензульних (це стосується цензів, вічного збору, подібного до платежів, що сплачуються англійськими копігольдерами), усі ті, що виникають з реального чи особистого кріпосного права або представляють його, скасовуються без компенсації». Усі інші збори підлягали викупу, але умови та спосіб викупу мали бути встановлені Зборами. Ті збори, які не були скасовані цим декретом, мали стягуватися як завжди, доки не відбудеться компенсація.
Стаття 2 — Виключне право на голубів (дозвіл на випас птахів) та голубники скасовується. Голуби будуть утримуватися в замкненому просторі протягом часу, визначеного громадами. Протягом цих періодів вони вважатимуться здобиччю, і будь-кому буде дозволено вбивати їх на їхніх володіннях.
Стаття 3 — Також було скасовано виключне право на утримання відкритих загонів. Кожен землевласник мав право знищувати всі види дичини на своїй землі. Однак, вони повинні були дотримуватися правил громадської безпеки. Усі мисливські угіддя, включаючи королівський ліс, та всі права на полювання також були скасовані. Були передбачені положення про полювання короля, однак, для його особистого задоволення. Голові Асамблеї було доручено звернутися до короля з проханням про звільнення тих осіб, які були відправлені до в'язниці або заслані за порушення раніше існуючих прав на полювання.
Стаття 4 — Усі маноральні суди були ліквідовані, але суддям та іншим посадовим особам правосуддя було дозволено продовжувати виконувати свої обов'язки до подальших вказівок від Асамблеї.
Стаття 5 — Будь-які види десятини, а також будь-яка їх заміна були скасовані. «Той, хто ними володів»,… світські чи регулярні конгрегації, що складаються з власників бенефіцій, членів корпорацій (включаючи Мальтійський орден та інші релігійні та військові ордени), а також ті, що займаються утриманням церков, ті, що привласнені мирянам, і ті, що замінюють частку конгруе (цей вираз стосується мінімальної винагороди, встановленої для священників), скасовуються, однак за умови, що буде розроблено інший метод для покриття витрат на богослужіння, підтримку духовенства, що виконує служіння, допомогу бідним, ремонт та відбудову церков та пасторських будинків, а також для утримання всіх установ, семінарій, шкіл, академій, притулків та організацій, яким присвячуються поточні кошти". До прийняття цих положень Асамблея дозволяла священикам збирати десятину. Усі інші десятини, які не були скасовані цим законом, мали збиратися як завжди.
Стаття 6 — Усі види земельної ренти підлягали викупу за ціною, встановленою Асамблеєю. У майбутньому не повинно було бути створено жодних зборів, які не підлягали б викупу.
Стаття 7 — Продаж судових та муніципальних посад було скасовано. Правосуддя мало здійснюватися вільно. Однак усі такі магістрати мали виконувати свої обов'язки до подальших вказівок Асамблеї.
Стаття 8 — Як тільки частка конгруе була збільшена, оплата всіх парафіяльних священників та вікарій була скасована.
Стаття 9 — Фіскальні привілеї щодо сплати податків були скасовані назавжди. Податки мали стягуватися з усіх громадян однаковим чином, і мали бути розглянуті плани щодо запровадження нового методу стягнення податків.
Стаття 10 — Усі особливі привілеї, надані певним провінціям, округам, містам, кантонам та комунам, фінансові чи інші, були скасовані, оскільки за новими правилами кожна частина Франції була рівною.
Стаття 11 — Усі громадяни, незалежно від їхнього класу чи походження, мали право обіймати будь-яку посаду на цивільній та військовій службі.
Стаття 12 — Не повинно бути жодних пожертвувань для «…аннатів або для будь-якої іншої мети для двору Риму, віце-легації в Авіньйоні або нунціатури в Люцерні». Духовенство повинно звертатися до своїх єпископів за фінансовими пожертвами та пільгами, які повинні надаватися безкоштовно будь-якій церкві Франції.
Стаття 13 — Різні церковні збори були скасовані Асамблеєю.
Стаття 14 — Доходи, обмежені духовенством, були обмежені сумою три тисячі ліврів. Жодна особа не могла користуватися вигодами кількох пенсій одночасно, якщо пенсії, якими вона вже користувалася, перевищували три тисячі ліврів.
Стаття 15 — Король і Асамблея разом розглядали всі звіти, які мали бути представлені щодо пенсій, послуг та зарплат, і мали право скасувати або зменшити те, що було незаслуженим.
Стаття 16 — На згадку про важливі обговорення для благополуччя Франції мала бути викарбувана медаль, і «…Te Deum мав бути відспіваний у всіх парафіях та церквах Франції».
Стаття 17 — Короля Людовика XVI було проголошено Відновлювачем французької свободи.
Стаття 18 — Асамблея мала представити себе як єдиний орган перед королем та подати цей важливий набір декретів, а «Te Deum» мав бути співаний у каплиці короля.
Стаття 19 — Асамблея мала якомога швидше серйозно розглянути розробку законів, які сприятимуть виконанню цих декретів.

## Історичний аналіз події
Історик Жорж Лефевр підсумовує роботу дебатів:
Без дебатів Асамблея з ентузіазмом прийняла рівність оподаткування та викуп усіх маєткових прав, за винятком тих, що стосуються особистого кріпацтва, які мали бути скасовані без компенсації. З таким самим успіхом були запропоновані інші пропозиції: рівність юридичних покарань, допуск усіх до державних посад, скасування купівлі посади, перетворення десятини на платежі, що підлягають викупу, свобода віросповідання, заборона множинного володіння бенефіціями, скасування аннатів (річного доходу, що належав Папі Римському та єпископу під час інвеститури). … Привілеї провінцій та міст були принесені як остання жертва.
Протягом кількох годин Франція скасувала закони про мисливство, маєткові суди, механзм продажу посад (особливо суддівськіх), купівлю-продаж грошових імунітетів, фаворитизм в оподаткуванні, стихарії, перші плоди, незаслужені пенсії. Міста, провінції, компанії та міста також пожертвували своїми особливими привілеями. На честь цього дня було викарбувано медаль, і Асамблея проголосила Людовика XVI «Відновлювачем французької свободи». Франсуа Фюре наголошує, що рішення серпня 1789 року збереглися та стали невід'ємною частиною основоположних текстів сучасної Франції.
Вони зруйнували аристократичне суспільство зверху донизу разом з його структурою залежностей та привілеїв. Замість цієї структури вони зробили сучасну, автономну особистість, свободу робити все, що не заборонено законом. … Таким чином, Революція досить рано відзначилася своїм радикальним індивідуалізмом.
Це «Варфоломіївське зловживання», як називає його Франсуа Мінье, часто було предметом гіпербол в аналізі сучасників та істориків. Атмосфера всередині Асамблеї була настільки запеклою, що в провінціях протягом кількох місяців після цього панувала плутанина щодо справжнього значення законів. Справжній результат цієї ночі не був формалізований, доки Феодальний комітет не доповів про результати своєї діяльності 5 березня 1790 року. Комітет знову запровадив право мертвої руки (яке було прямо заборонено початковими декретами) та встановив викупну ставку за права, пов'язані з землею, яку більшість селян не могла сплатити (30-кратний річний розмір орендної плати).

Російський анархіст князь Петро Кропоткін пише:
Збори були захоплені своїм ентузіазмом, і в цьому ентузіазмі ніхто не звернув уваги на пункт про викуп феодальних прав та десятини, який два дворяни та два єпископи внесли до своїх промов — пункт жахливий навіть своєю розпливчастістю, оскільки він міг означати все або нічого, і фактично відкладав… скасування феодальних прав на п'ять років — до серпня 1793 року.
Кропоткін робить висновок «Феодальні права залишаються» та зневажливо ставиться до інших істориків: «Історична легенда любовно використовується для прикрашання цієї ночі, і більшість істориків, копіюючи історію, як її передали деякі сучасники, зображують її як ніч, сповнену ентузіазму та святого зречення».

## Вплив
Серпневі декрети були оголошені з метою заспокоїти населення та заохотити його до цивілізованості. Однак серпневі декрети переглядалися неодноразово протягом наступних двох років. Король Людовик XVI у листі, з одного боку, висловив глибоке задоволення «благородним і щедрим демаршем перших двох державних орденів», які, за його словами, «принесли великі жертви заради загального примирення, заради своєї батьківщини та заради свого короля». З іншого боку, він продовжив, що хоча «жертви були серйозними, я не можу ними захоплюватися; я ніколи не погоджуся на розграбування мого духовенства та моєї знаті… Я ніколи не дам своєї санкції на декрети, які їх розграбовують, бо тоді французький народ одного дня міг би звинуватити мене в несправедливості чи слабкості». Людовика турбувала не втрата становища французької знаті та духовенства, а належна компенсація за цю втрату. Тим часом серпневі декрети проклали шлях для прийняття Асамблеєю Декларації прав людини та громадянина.
Спочатку селяни повинні були платити за звільнення від сеньйоріальних зборів; ці збори стосувалися понад чверті сільськогосподарських угідь у Франції та забезпечували більшу частину доходів великих землевласників. Більшість відмовилася платити, і в 1793 році це зобов'язання було скасовано. Таким чином, селянам було надано землю безкоштовно, і вони також більше не платили десятину церкві.
Д. М. Г. Сазерленд дослідив результати для селян та землевласників. Селяни більше не повинні були платити десятину церкві. Однак землевласникам дозволили підвищити орендну плату на ту ж суму, що й попередня десятина. Потім національний уряд оподаткував дохід власників, підвищивши земельні податки. Сазерленд робить висновок, що селяни фактично платили двічі, з точки зору вищої орендної плати та більших податків. Багато хто намагався уникнути цього тягаря. Однак у довгостроковій перспективі тягар для орендарів та землевласників був значною мірою компенсований значним зростанням продуктивності, що збагатило всіх.